# RS02
Der RS02 (Markenname: Brockenhexe) ist ein Traktor in Blockkonstruktion. Er wurde von 1949 bis 1952 im Volkseigenen Betrieb (VEB) Schlepperwerk Nordhausen parallel als kleineres Modell zum RS01 in einer Stückzahl von 1935 Einheiten mit und ohne Führerhaus produziert.

## Technik

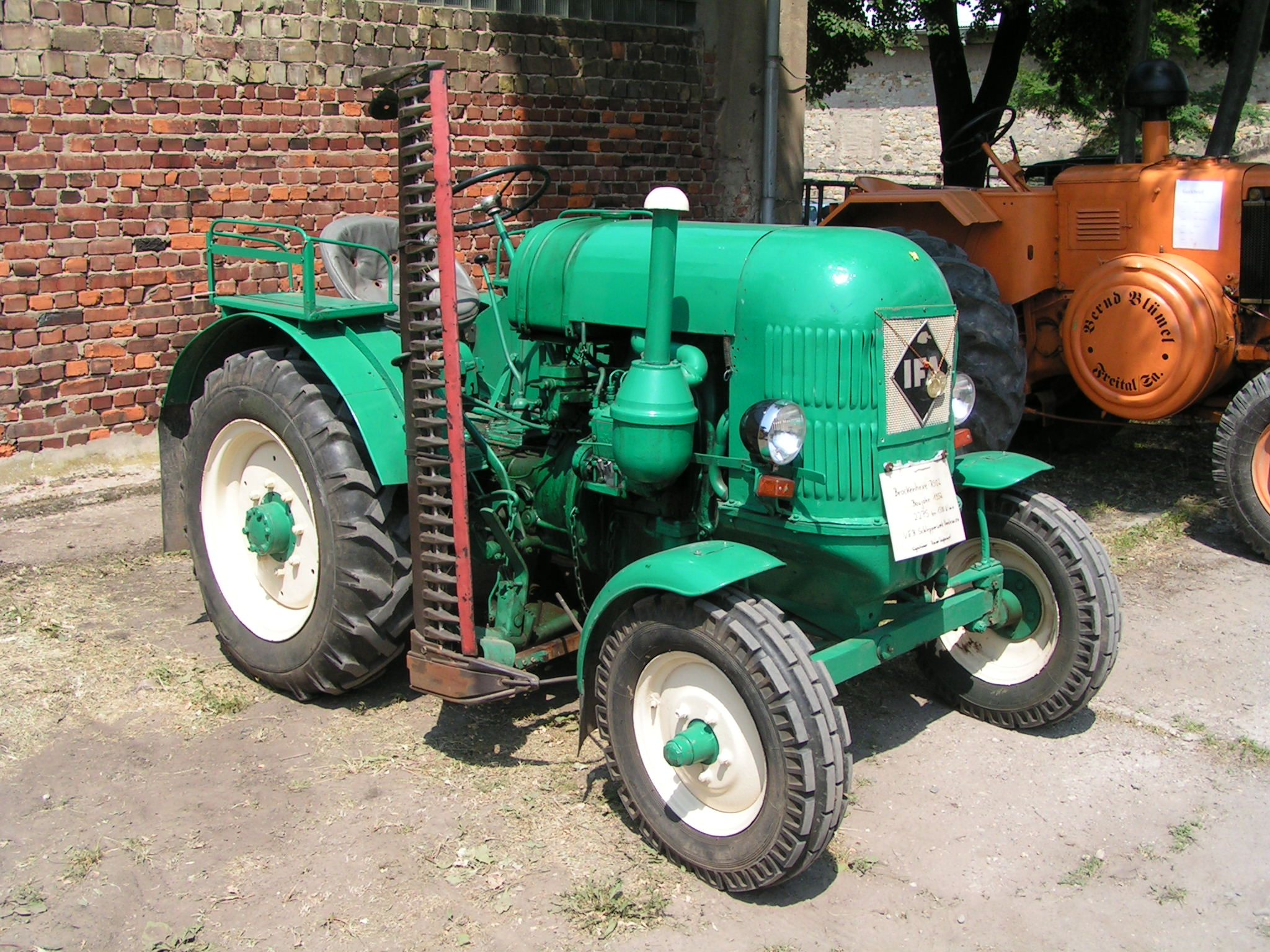
RS02 mit Mähbalken

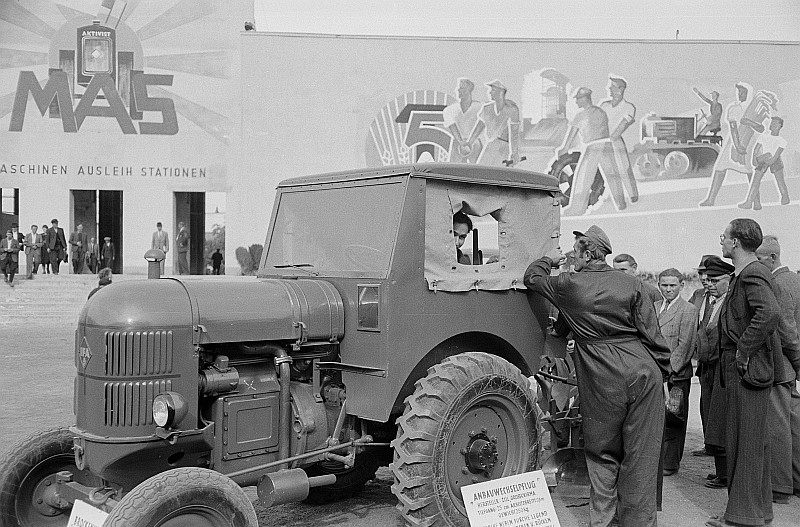
RS02 mit Führerhaus

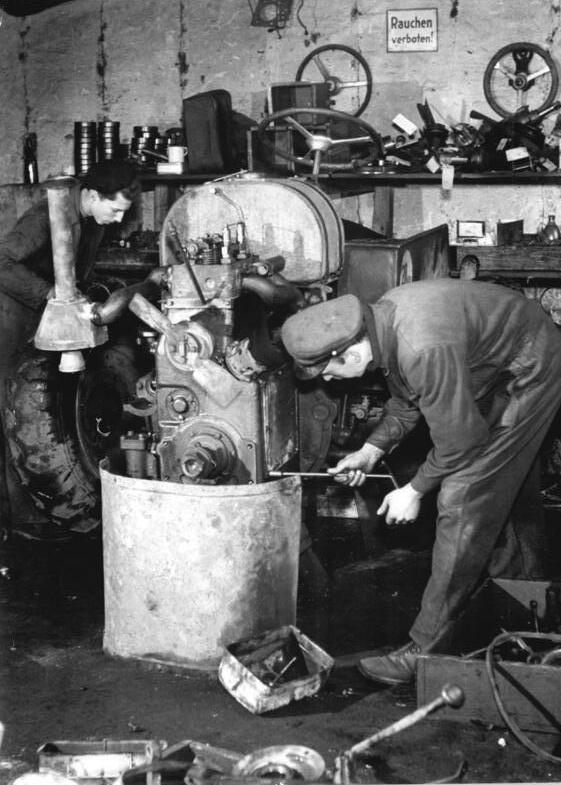
Blick auf den Motor

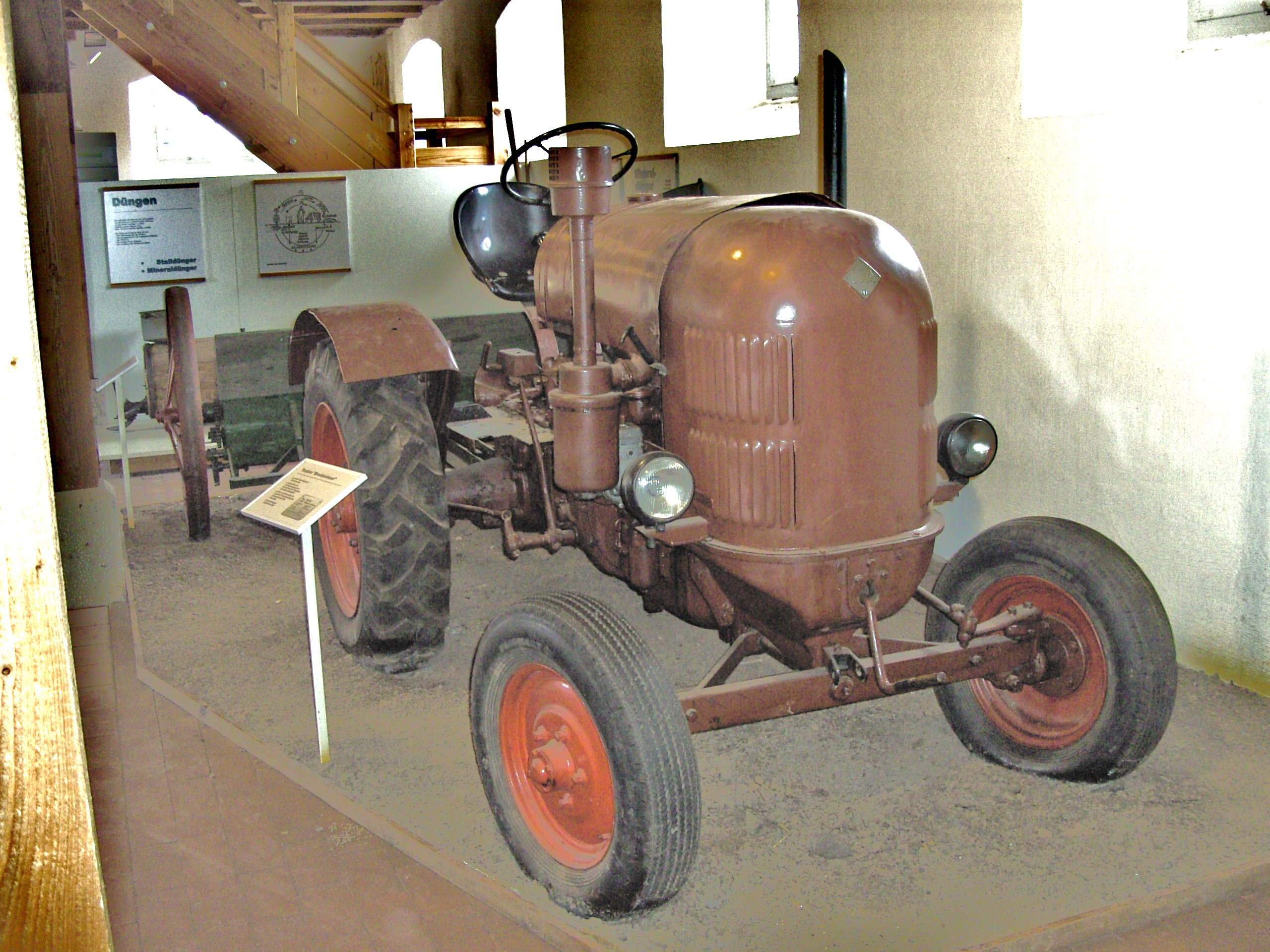
RS02 von vorn, gut sichtbare Vorderachse

Die Brockenhexe ist als Schlepper in rahmenloser Blockbauweise mit vorderer ungefederter Pendelachse und hinterer Starrachse konstruiert. Angetrieben werden nur die Hinterräder. Da in der DDR-Traktorenproduktion zunächst keine eigenen Dieselmotoren vorhanden waren, wurde ein Lizenzbau von Deutz verbaut. Der Reihenzweizylinderviertaktdieselmotor mit Wasserkühlung und Vorkammereinspritzung vom Typ F2M 414 schöpft eine Leistung von 16,2 kW bei 1500 min−1 aus einem Hubraum von 2200 cm³. Angelassen wird der Motor mittels Dekompressionsvorrichtung und Handkurbel. Die Kraft wird über eine Einscheibentrockenkupplung des Typs Renak 16K auf das Getriebe übertragen. Das Getriebe wurde in Lizenz von ZF Friedrichshafen gebaut und hat vier Vorwärts- und einen Rückwärtsgang. Die Bremse ist eine Innenbackenbremse, die nur auf die Hinterräder wirkt. Die Handbremse ist eine auf das Getriebe wirkende Bandbremse. Der Schlepper verfügt nicht über einen Dreipunktkraftheber, stattdessen verfügt er über einen Riemenscheibenantrieb und eine kupplungsabhängige Wegezapfwelle. Teilweise wurden die Traktoren mit Führerhaus ausgestattet, als optionale Ausstattung gab es auch einen Mähbalken.

## Technische Daten
| Brockenhexe RS02/22               | Brockenhexe RS02/22                                            |
| --------------------------------- | -------------------------------------------------------------- |
| Motor                             |                                                                |
| Motortyp                          | Deutz F2M 414                                                  |
| Motor                             | Reihenzweizylinderviertaktdieselmotor                          |
| Kühlsystem                        | Wasserkühlung                                                  |
| Einspritzsystem                   | Vorkammereinspritzung                                          |
| Einspritzdruck                    | 1 kN/cm²                                                       |
| Bohrung × Hub                     | 100 × 140 mm                                                   |
| Hubraum                           | 2200 cm³                                                       |
| Verdichtungsverhältnis            | 22:1                                                           |
| Nennleistung                      | 16,18 kW bei 1500 min−1                                        |
| Drehmoment bei Nennleistung       | 103 Nm bei 1500 min−1                                          |
| Kraftstoffverbrauch               | 299 g/kWh                                                      |
| Antrieb                           |                                                                |
| Kraftübertragung auf              | Hinterräder                                                    |
| Standardbereifung                 | vorn: 5,5 - 16 hinten: 9 - 24                                  |
| Kupplung                          | Einscheibentrockenkupplung Renak 16K                           |
| Getriebe                          | Vierganggetriebe ZF F12 oder A12                               |
| Geschwindigkeit im 1. Gang        | 4,68 km/h                                                      |
| Geschwindigkeit im 2. Gang        | 6,4 km/h                                                       |
| Geschwindigkeit im 3. Gang        | 10 km/h                                                        |
| Geschwindigkeit im 4. Gang        | 16,85 km/h                                                     |
| Geschwindigkeit im Rückwärtsgang  | 3,8 km/h                                                       |
| Zugkraft im 1. Gang               | 9,8 kN                                                         |
| Zugkraft im 2. Gang               | 7 kN                                                           |
| Zugkraft im 3. Gang               | 4,4 kN                                                         |
| Zugkraft im 4. Gang               | 2,4 kN                                                         |
| Maße und Gewichte                 |                                                                |
| Länge                             | 2980 mm                                                        |
| Breite                            | 1560 mm                                                        |
| Höhe                              | 2160 mm                                                        |
| Eigengewicht                      | 1775 kg                                                        |
| Maximal zulässige Achslast vorn   | 700 kg                                                         |
| Maximal zulässige Achslast hinten | 1700 kg                                                        |
| Maximal zulässige Gesamtmasse     | 2400 kg                                                        |
| Radstand                          | 1750 mm                                                        |
| Wenderadius                       | 3650 mm                                                        |
| Spurweite                         | 1270 mm                                                        |
| Bodenfreiheit                     | 310 mm                                                         |
| Nebenantriebe                     |                                                                |
| Zapfwelle                         | Fahrkupplungsabhängig, 540 min−1, max. Abgabeleistung 11,03 kW |
| Riemenscheibe                     | Durchmesser: 250 mm, Drehzahl: 1340 min−1                      |
| Lichtmaschine                     | 6V, 80 W                                                       |